# تیفون عمر
تیفون عمر که در فیلیپین با نام ابرتیفون لوسینگ شناخته می‌شود، قوی‌ترین و پرهزینه‌ترین تیفونی بود که از زمان طوفان پاملا در سال ۱۹۷۶، گوام را درنوردید. این چرخند در ماه اوت در سراسر اقیانوس آرام شکل گرفت. طوفان عمر به آرامی با حرکت به سمت غرب، شدت گرفت و به یک چرخند حاره‌ای تبدیل شد، اگرچه در ابتدا یک چرخند حاره‌ای دیگر در همان نزدیکی مانع از تقویت بیشتر آن شد. پس از اینکه دو طوفان از هم دورتر شدند، عمر به سرعت به یک طوفان قدرتمند تبدیل شد. در۲۸ ماه اوت، با بادهایی به قدرت ۱۹۵ کیلومتر بر ساعت به گوام رسید. شدت طوفان روز بعد به اوج خود رسید و بادهای یک دقیقه‌ای آن ۲۴۰ درجه سانتیگراد تخمین زده شد. طوفان عمر قبل از برخورد به شرق تایوان در ماه سپتامبر به‌طور قابل توجهی ضعیف شد. ۴، روز بعد به سمت شرق چین ادامه یافت و در ۹ سپتامبر از بین رفت.
توفند عمر به‌عنوان یکی از مخرب‌ترین سامانه‌های جوی سال ۱۹۹۲، نه‌تنها از نظر قدرت و سرعت باد بلکه از نظر خسارات مالی و زیرساختی، جایگاهی ویژه در تاریخ تیفون‌های اقیانوس آرام دارد.

## تاریخچه هواشناسی
طوفان عمر از یک آشفتگی گرمسیری سرچشمه گرفته است که اولین بار در ۲۰ ماه اوت بر فراز اقیانوسآرام مشاهده شد و همرفت جوی مداوم یا رعد و برق را نشان می‌داد. در طول این مرحله اولیه، دو چرخند حاره‌ایاز بین رفتند و دیگری در سراسر حوضه‌های چرخند حاره‌ای به چرخند برون‌حاره‌ای تبدیل شد؛ این امر باعث شد که ناوه موسمی، که بیشتر طوفان‌ها را در حوضه ایجاد می‌کرد، به شیوه‌ای مناسب‌تر از نظر اقلیمی، دوباره تنظیم شود. طبق اعلام مرکز هواشناسی ژاپن (JMA)، عمر در سال ۱۸۰۰ به یک چرخند حاره‌ای تبدیل شد.
با حرکت تدریجی سامانه کم‌فشار به‌سمت غرب، مرکز مشترک هشدار توفندها در تاریخ ۲۵ اوت این سامانه را به‌عنوان طوفان حاره‌ای عمر ارتقاء درجه داد. در روز بعد، یعنی ۲۶ اوت، آژانس هواشناسی ژاپن نیز با این طبقه‌بندی موافقت کرد و آن را به‌عنوان یک طوفان حاره‌ای شناسایی نمود. در ادامه مسیر خود به‌سمت غرب، سرعت حرکت عمر به‌تدریج کاهش یافت. در این مرحله، طوفان حاره‌ای پالی که در غرب عمر قرار داشت، با ایجاد جریانی از برون‌ریزی قدرتمند، باعث شکل‌گیری برش شدید باد بر فراز عمر شد. این شرایط موجب شد فرایند تقویت توفند کند شود. مرکز JTWC هشدار داد که این برش شدید باد ممکن است باعث جدا شدن سامانه گردش بادی عمر از توده همرفت آن شود و در نتیجه، احتمال تضعیف توفند وجود دارد.
با این حال، هنگامی‌که عمر و پالی از یکدیگر فاصله بیشتری گرفتند، یک سامانه پرفشار در میان آن دو شکل گرفت. این سامانه موجب شد که عمر ابتدا به‌سمت شمال و سپس به‌سمت شمال‌غربی - غرب-حرکت کند و وارد منطقه‌ای با میزان برش باد کمتر شود؛ شرایطی که به ازسرگیری روند تقویت توفند کمک شایانی کرد.
در ساعات اولیه ۲۷ اوت، مرکز JTWC این سامانه را به وضعیت توفند ارتقاء داد. در حدود ساعت ۲۳:۰۰ به وقت جهانی (UTC) در همان روز، چشم چرخند حاره‌ای چشم نیز در مرکز آن نمایان شد که نشانه‌ای از ساختار سازمان‌یافته و شدت‌یافتگی سامانه است. در تاریخ ۲۸ اوت، توفند عمر وارد مرحله تقویت سریع شد. در این مقطع، آژانس هواشناسی ژاپن نیز آن را به‌عنوان یک توفند کامل به‌ثبت رساند. مدت کوتاهی پس از آن، عمر با بادهایی به‌سرعت ۱۹۵ کیلومتر بر ساعت (۱۲۰ مایل در ساعت) در بازه زمانی یک دقیقه، به جزیره گوام برخورد کرد.
چشم توفند که قطری معادل ۳۷ کیلومتر (۲۳ مایل) داشت، به‌آرامی از بخش شمالی جزیره عبور کرد و این فرایند حدود دو ساعت و نیم به طول انجامید. این عبور کند موجب شد مناطق شمالی جزیره گوام، برای مدت زمان طولانی‌تری در معرض بادهای سهمگین و بارندگی شدید قرار گیرند، که به افزایش خسارات ناشی از توفند منجر شد.
این مرحله از فعالیت توفند عمر، یکی از مهم‌ترین و تاثیرگذارترین بخش‌های چرخه زندگی آن محسوب می‌شود، چرا که نشان‌دهنده گذار سریع سامانه از یک طوفان متوسط به یک توفند کامل با ساختاری پایدار و خسارت‌زا است.